# Nothing More
Nothing More — американская рок-группа, образованная в 2003 году в Сан-Антонио, штат Техас. Группа провела большую часть 2000-х, записывая альбомы без лейбла и пытаясь создать постоянный состав. К концу десятилетия ведущим вокалистом группы становится барабанщик группы, Джонни Хокинс, в составе группы также остаются Марк Воллелунга (гитара) и Дэниел Оливер (бас). Группа самостоятельно записывала свой четвёртый студийный альбом Nothing More в течение трёх лет и использовала его, чтобы привлечь внимание звукозаписывающего лейбла Eleven Seven Music, который, услышав его, подписал контракт на запись пяти альбомов. Альбом стал прорывным релизом группы в 2014 году с несколькими синглами чартов, включая «This is the Time (Ballast)», который занял первое место в чарте Mediabase Active Rock и второе место в чарте Billboard Mainstream Rock, а также «Mr. MTV», «Jenny» и «Here’s to the Heartache» — все фигурируют в топ-15 обоих чартов.
Группа начала работу над новым материалом в 2016 году, гастролируюя в поддержку своего одноимённого альбома, а в сентябре 2017 года выпустила свой пятый студийный альбом — второй на крупном лейбле звукозаписи — The Stories We Tell Ourselves. Главный сингл «Go to War» превзошёл предыдущие синглы, возглавив чарт Mainstream Rock, и релиз принёс группе три номинации на Грэмми; лучший рок-альбом, а также лучшая рок-песня и лучшее рок-исполнение. Группа продолжала продвигать альбом в 2018 году, выпустив синглы «Do You Really Want It?» и «Just Say When», и отправилась в несколько туров по Северной Америке.

## История

### Формирование и первые альбомы (2000—2010)
Джонни Хокинс начал играть на барабанах ещё в седьмом классе, примерно в то время, когда он познакомился с гитаристом Марком Воллелунга, услышав, как он играет на гитаре в церковном лагере. Они подружились и проводили неформальные джем-сейшны вместе с другими учениками на протяжении всей средней и старшей школы. В 2003 году Хокинс и Воллелунга официально сформировали группу, в 2004 году к ней присоединились основной участник и басист Дэниел Оливер.
В конце средней школы группа начала записывать музыку и давать концерты в своём городе, что они делали годами, из-за изменений в составе и неспособности заключить контракт с лейблом. В 2004 году группа с вокалистом Джошем Клаусом и вторым гитаристом Джошем Кершвилем выпустила альбом Shelter музыкальная направленность которого была схожа со звучанием фанка. Клаус покинул группу и был заменён Трэвисом Коксом, который записал с группой мини-альбом Madhatter’s Bliss в 2005 году. В 2006 году был выпущен сборник Vandura, состоящий в основном из треков первых двух альбомов. Позже Кокс был заменен Треем Грэмом, который ранее гастролировал с певицей Келли Кларксон. Группа обрела определённый успех, выпустив альбом Save You/Save Me в 2007 году, гастролируя с Thirty Seconds to Mars и в Warped Tour, но в конечном итоге осталась недовольна перехода к поп-музыке, и рассталась с Треем Грэмом. К сожалению, примерно в то же время второй гитарист Джош Кершвиль покинул состав, оставив группу в качестве трио.
К середине 2008 года группа была на грани распада. У Хокинса была депрессия из-за ряда личных проблем, начиная от диагноза его матери и возможной смерти, от рака, прекращения пятилетних романтических отношений и стресса от смены членов группы. Кроме того, группа выиграла конкурс «battle of the bands» до того, как группу покинули Грэм и Кершвиль, но для получения призовых денег и инструментов им требовалось выступить перед руководителями звукозаписывающего лейбла. В связи с этим барабанщик группы, Джонни Хокинс, решил попробовать себя в роли фронтмена и вокалиста группы. В то время как концерты, в которых Хокинс одновременно исполнял ударные и вокал, проходили не очень хорошо, но группа продолжала выступать и в конечном итоге это стало правильным решением. Несмотря на отсутствие опыта Хокинса в пении и даже страха публичных выступлений, он заручился поддержкой оставшихся участников, Воллелунга и Оливера, и группа продвинулась вперед, решив использовать временных барабанщиков для выступлений вживую. Участники видели в этом новое начало, и позже удалили информацию о том, что они больше не представляют группу.
В 2009 году группа выпустила свой первый альбом с Хокинсом в качестве вокалиста The Few Not Fleeting. Хокинс в значительной степени опирался на вышеупомянутые личные проблемы для песен на альбоме, и он в значительной степени создавался основным трио, в своей музыке группа использовала такие музыкальные стили как прогрессивный рок, альтернативный рок, и хард-рок. Альбом был записан в домашней студии Хокинса, что позволило группе не ограничиваться деньгами или временем в студии, что, в свою очередь, улучшило общее качество звучания релиза. Группа гастролировала в поддержку альбома в течение двух лет. В то время как Хокинс исполнял ударные на альбоме, группа привлекла нового барабанщика, Девина Травьесо, который гастролировал с группой.

### ПрорывNothing More(2011—2015)

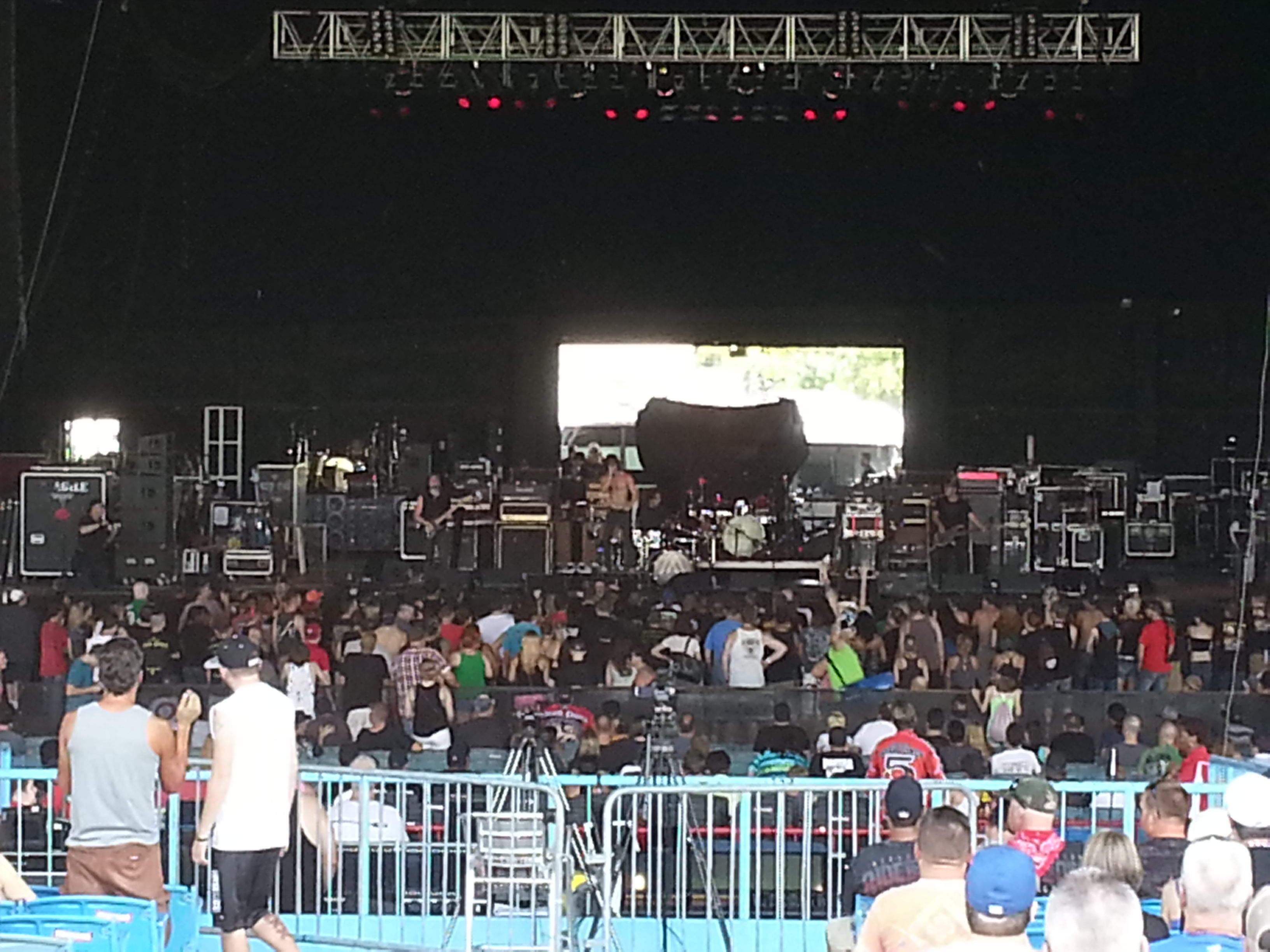
Выступление Nothing More в 2014

После двух лет гастролей в поддержку The Few Not Fleeting группа приступила к работе над записью нового альбома в 2011 году. Все ещё не в состоянии заключить контракт с лейблом, группа решила снова работать самостоятельно. Несмотря на это, они поставили перед собой цель сделать запись, которая звучала бы так же хорошо, как и если бы её выпустил крупный лейбл. Группа пригласила нового постоянного барабанщика Пола О’Брайэна, который ранее играл в группе Pandemic. Участники группы Nothing More, которые были знакомы с его работой в Pandemic, знали, что он подойдет, и приняли его после успешного прослушивания. Группа переехала в дом-студию и работала над новым альбомом. В текстах песен нового альбома были отражены трудные моменты в жизни участников группы за последние 5 лет. В течение продолжительного времени у группы были финансовые трудности, которые удалось решить благодаря успешной кампании на Kickstarter. Группа написала 60 вариантов треков и провела целый год, отфильтровывая список песен до 17, которые оказались в окончательном списке альбома.
Группа закончила работу над альбомом под названием Nothing More и выпустила его в июне 2013 года, а затем начала гастролировать в поддержку альбома. Прорыв для группы произошел в сентябре 2013 года на Aftershock Festival. После успешного шоу в первый день фестиваля их попросили вернуться и выступить во второй день, чтобы заменить группу с более громким именем на одной из больших сцен. На большой сцене оказалось намного больше толпы, в отличие от обычных выступлений, — от 10 000 до 13 000 зрителей — и после успешного выступления на большой сцене группа наконец-то начала получать предложения от звукозаписывающих компаний. В марте 2014 года группа решила подписать контракт с Eleven Seven Music, не только прекратив долгий поиск поддержки лейбла, но и заключив контракт на пять альбомов. Благодаря лейблу, готовившейся к выходу альбом Nothing More получил более широкую огласку. На этот раз альбом попал в чарт Billboard 200, дебютировав под номером 33, было продано 8600 экземпляров альбома в первую неделю.
Группа также добилась большого успеха на рок-радио, с множеством синглов с альбома. Первый сингл «This is the Time (Ballast)», хит № 1 в чарте Mediabase Active Rock. Трек также стал 2-м в чарте Billboard Mainstream Rock. Последующие синглы также хорошо зарекомендовали себя в чарте Mainstream Rock, включая «Mr. MTV», стал 12-м, «Jenny», стал 6-м и «Here’s to the Heartache», стал 4-м. Группа много гастролировала в поддержку альбома по всей Северной Америке, Европе, Японии и Австралии. В частности, был тур с Chevelle перед выпуском альбома, арена тур с Five Finger Death Punch, Hellyeah и Volbeat в 2014 году, тур с Shinedown в 2015 году и тур Monster Energy Outbreak с Marmozets в 2015 году. Однако, к сентябрю 2015 года барабанщик О’Брайэн решил покинуть группу, поскольку многочисленные концерты на стадионах были для него слишком стрессовыми, вызывая у него депрессию и беспокойство. Его заменил Бен Андерсон, который закончил вместе с группой гастроли 2015 года и стал постоянным участником.

### ТриумфThe Stories We Tell Ourselves(2016-настоящее время)
После гастролей в 2014 и 2015 годах группа вернулась к написанию и записи нового материала в начале 2016 года. К сентябрю 2016 года у группы было 17 полностью готовых песен, и они обдумывали, следует ли удалять какие-либо песни из финального списка треков. На этом этапе группа сделала перерыв в записи, чтобы поехать в турне с Disturbed и Chevelle в конце года, а затем вернуться к завершению записи альбома в начале 2017 года.
В июне 2017 года группа официально объявила название своего пятого студийного альбома, The Stories We Tell Ourselves, и он был выпущен 15 сентября 2017 года. Альбом дебютировал под номером 15 в чарте Billboard 200, продажи составили около 20 000 экземпляров за первую неделю. Перед выпуском альбома группа выпустила свой первый сингл «Go to War» и ряд других промо-песен, включая «Don’t Stop», и «Let 'Em Burn». Во второй половине 2017 года группа выступила на церемонии вручения премии Alternative Press Music Awards и Loudwire Music Awards. В ноябре 2017 года было объявлено, что группа была номинирована на три премии Грэмми 2018 года; песня «Go To War» номинирована на лучшее рок-исполнение и лучшая рок-песня, и The Stories We Tell Ourselves за лучший рок-альбом. В том же месяце, «Go To War» возглавил чарт Billboard Mainstream Rock.
В 2018 году группа гастролировала в поддержку альбома, включая хэдлайн-тур по Северной Америке в феврале и марте, и тур по Северной Америке с Papa Roach и Escape the Fate в апреле и мае. Незадолго до гастролей 2018 года группа выпустила видеоклип для своего второго сингла «Do You Really Want It?». Генеральный директор звукозаписывающего лейбла группы также упомянул о будущих планах выпустить «Just Say When» как Сингл, что позже было сделано в апреле 2018 года. Группа продолжила гастроли в поддержку альбома до 2019 года с хэдлайн-туром по Северной Америке и вместе с группой Ghost осенью 2019 года.

## Музыкальный стиль и тематика песен
Основные жанры, в которых Nothing More представляет музыку, это альтернативный рок, хард-рок прогрессивный рок,, прогрессивный метал и метал. Пока у группы не было лейбла, их стиль напоминал хардкор и ню-метал. AllMusic охарактеризовал жанр группы как «где-то между System of a Down и Incubus», в то время как Team Rock описал их как «Hard as fuck crunchy riffs with a slight metal edge all polished up with a fuck-ton of gleaming, radio-friendly production. Imagine if Nine Inch Nails colluded with Royal Blood and Biffy Clyro and you’re sort of close.». На музыкальные вкусы вокалиста Джонни Хокинса повлияла музыка таких групп как Tool и Rage Against the Machine и игра на барабанах Майка Портной. The Guardian их музыкальный подход описали как: 
While the post-screamo landscape is awash with frontmen pinning broken hearts to their sleeve tattoos, there's a sophistication to Nothing More's angst that raises them above the tumult-tossed pit. Hawkins' lyrics essay familiar terrain – heartbreak, emotional disaffection – but the likes of 'Do You Really Want It?', with its sober hook 'Everybody wants to change the world / But no one ever wants to change themselves', and lacerating relationship tale 'Go to War' skilfully buck the genre's tendency to adolescent self-pity ... Their attack is ferocious – crashing-airliner riffage, dynamics that rephrase EDM's start-stop rhythms and quiet/loud sonics in metallic tones, and even a very "djent" instrumental detour ... But Nothing More leaven the melee with melody, often striking a balance between kinetic thrills and keening pop hooks with the skill of a Linkin Park
.
Лирическое содержание песен группы было вдохновлено целым рядом факторов. Личная жизнь Хокинса оказала большое влияние; текст песни «Jenny» написан под впечатлениям болезни его тети, которая борется с шизофренией, и его сестры Дженны, которая борется с биполярным расстройством. Группа использовала песню и видеоклип, чтобы привлечь внимание к проблеме психического расстройства. Текст песни «God Went North» о потери матери. Группа вдохновлялась у самых разных влиятельных писателей и философов, от Карла Юнга до К. С. Льюиса. Хокинс объяснил это как «Фильмы вдохновили нас на написание песен, очевидно, благодаря рассказам, а также благодаря тому, как некоторые режиссёры передают эмоции с помощью визуальных средств массовой информации, и я думаю, что многие философы, такие как, например, Алан Уотс, оказали большое влияние на нашу работу, лирика и то, как мы рассматриваем написание песен в целом, это повлияло на то, как мы в конечном итоге создаем все это.». Группа также упоминает Экхарта Толле, Стэнли Кубрика, Терренса Малика и Дастина Кенсру в качестве тех, кто оказал влияние на их творчество.
Майк Венгрен, барабанщик группы Disturbed, назвал Nothing More одной из своих любимых новых хард-рок-групп, приведя их как пример против выражения «рок-музыка мертва».

## Живые выступления
Группа известна своими тщательно продуманными и энергичными живыми выступлениями, которые сравнивают с «своего рода извращенной рок-н-ролльной адаптацией Blue Man Group» — если бы Blue Man Group походили бы на Rage Against the Machine. Группа создала две отдельные ударные установки для своего живого выступления, одну для основного барабанщика группы, а другую для Хокинса, который ранее сам был барабанщиком в первые годы существования группы. Выступления также включают в себя множество изобретений, созданных самой группой, в том числе «Хвост скорпиона» с 2016 года. Изобретение имеет анимированную структуру, созданную из металлолома и восстановленных автозапчастей, весит 400 фунтов высотой в 14 футов. На концертах Хокинс управляет им, а также использует его для создания цифровых электронных эффектов для песен. Его дизайн основан на концепции «Drumtron» / «Bassinator», которую группа использовала ранее, что также позволило группе исполнять басовые соло из 3 человек Хокинса, Воллелунги и Оливера.

## Участники

Nothing More, With Full Force 2018
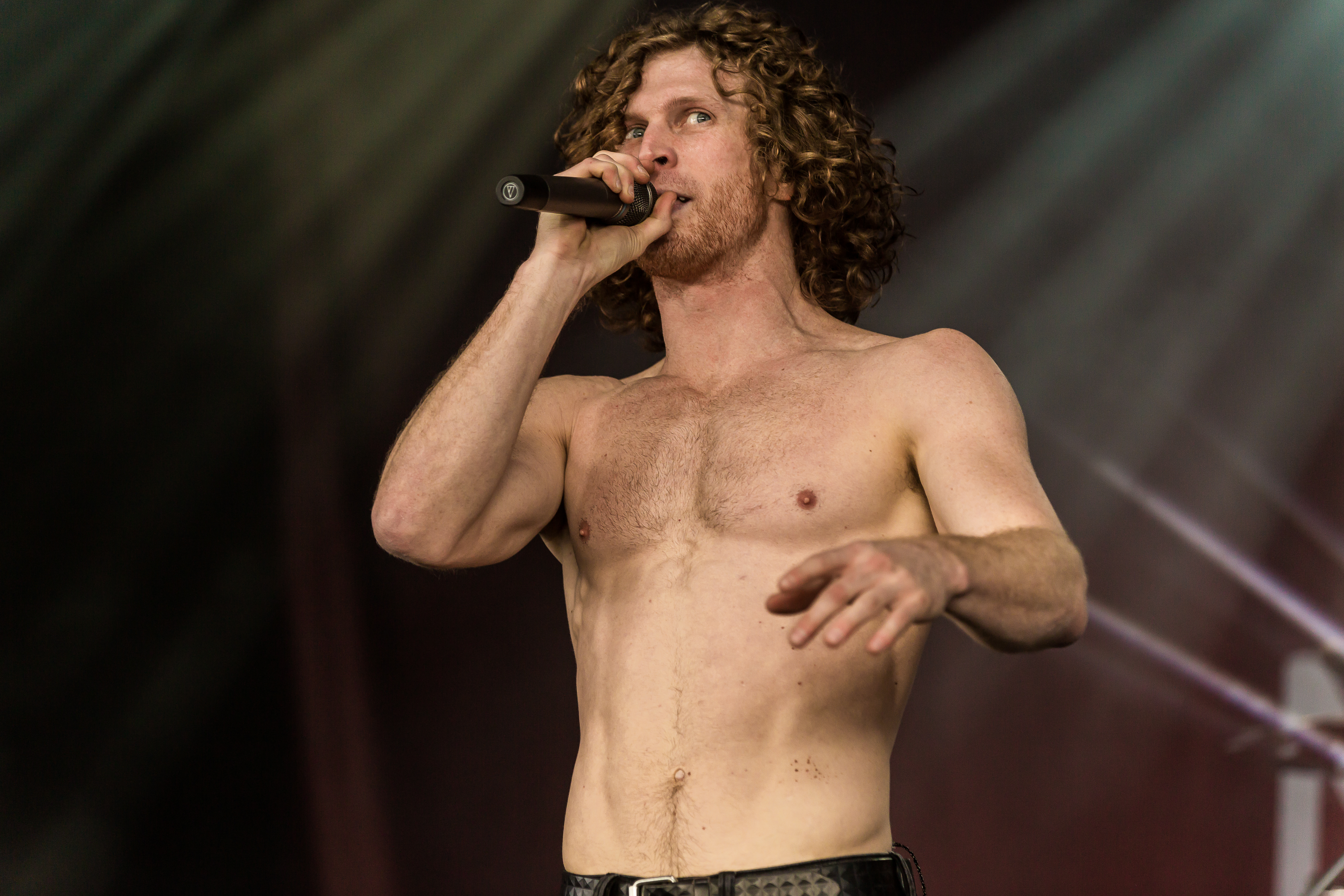
Вокалист Джонни Хокинс
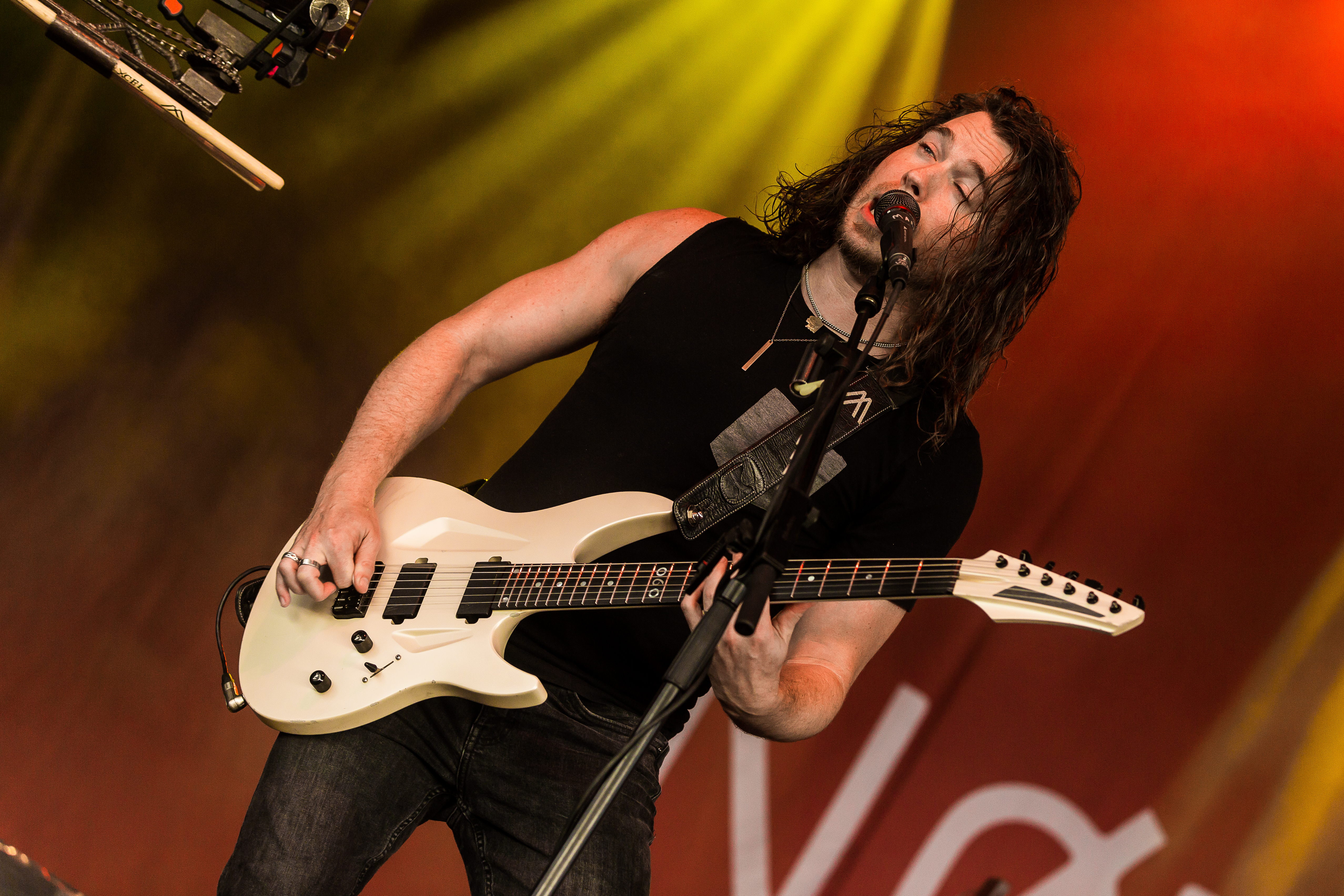
Гитарист Марк Воллелунга
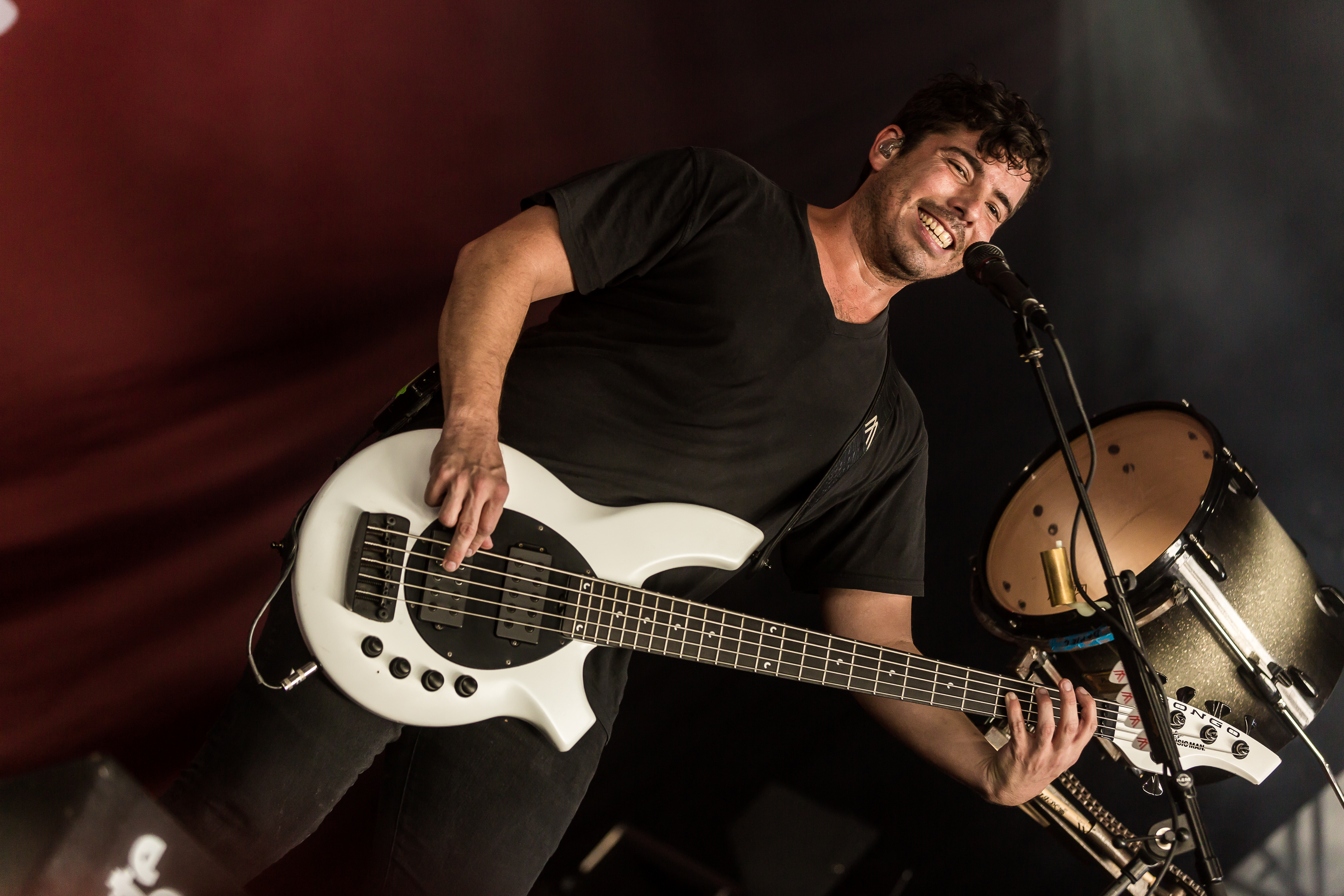
Басист Дэниел Оливер
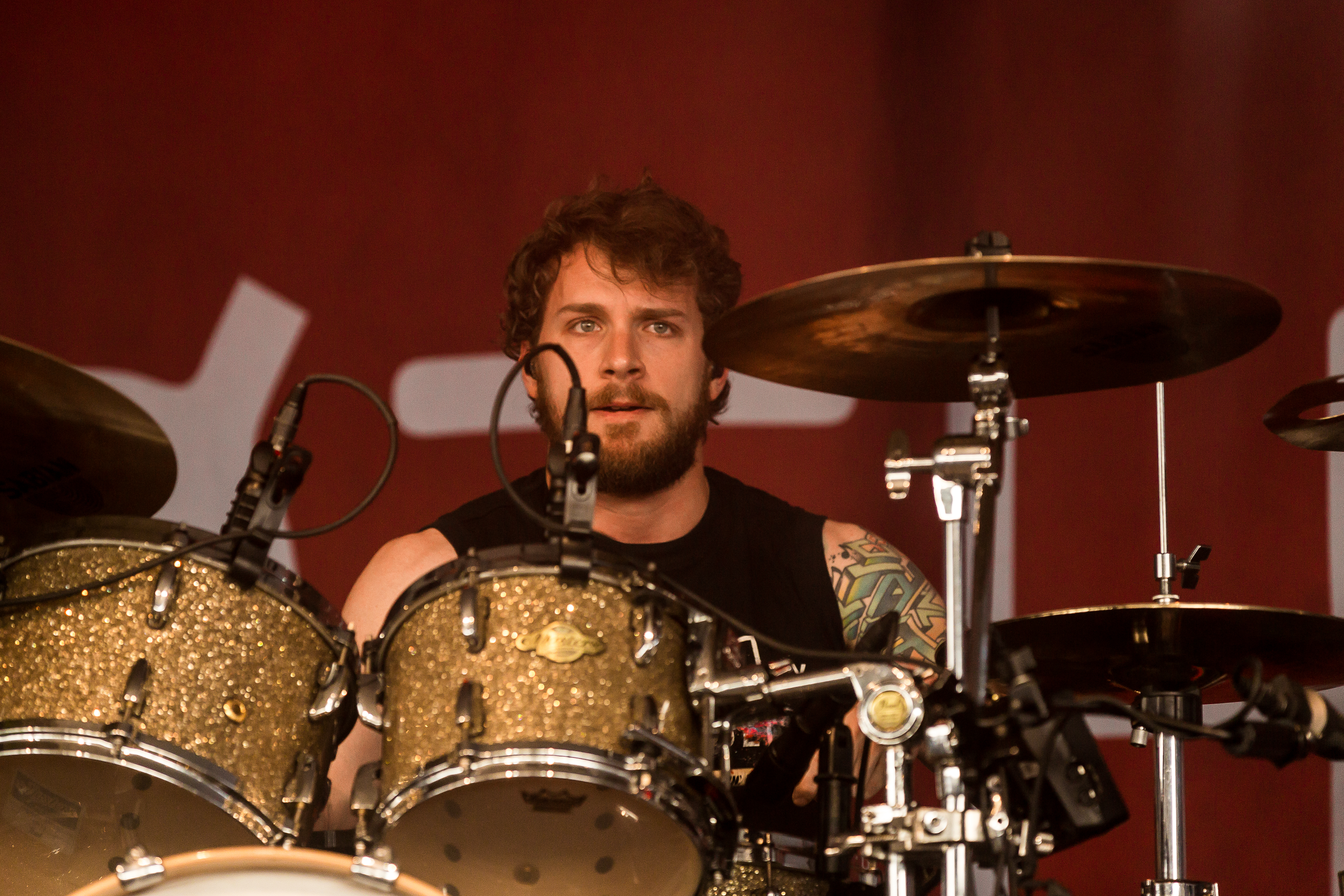
Барабанщик Бен Андерсон

Текущий состав
- Джонни Хокинс — вокал (2008-настоящее время), барабаны (2003—2009)
- Марк Воллелунга — гитара, бэк-вокал (2003-настоящее время)
- Дэниел Оливер — бас-гитара, бэк-вокал (2004-настоящее время)
- Бен Андерсон — барабаны, перкуссия (2015-настоящее время)

Бывшие участники
- Джош Клаус — вокал (2003—2004)
- Джош Кершвиль — гитара (2003—2008)
- Мэтт Рейнольдс — бас-гитара (2003—2004)
- Трэвис Кокс — вокал (2005—2006)
- Трей Грэм — вокал (2006—2007)
- Девин Травьесо — барабаны (2009—2011)
- Пол О’Брайэн — барабаны (2011—2015)

## Награды и номинации
Группа Nothing More была номинирована на три премии Грэмми.
- Лучшее рок-исполнение — «Go To War»[58]
- Лучшая рок-песня — «Go To War»[58]
- Лучший рок-альбом — «The Stories We Tell Ourselves»[58]

## Дискография
- Shelter (2004)
- Save You/Save Me (2007)
- The Few Not Fleeting (2009)
- Nothing More (2014)
- The Stories We Tell Ourselves (2017)
- Spirits (2022)
- Carnal  (2024)